# Rafael Moneo

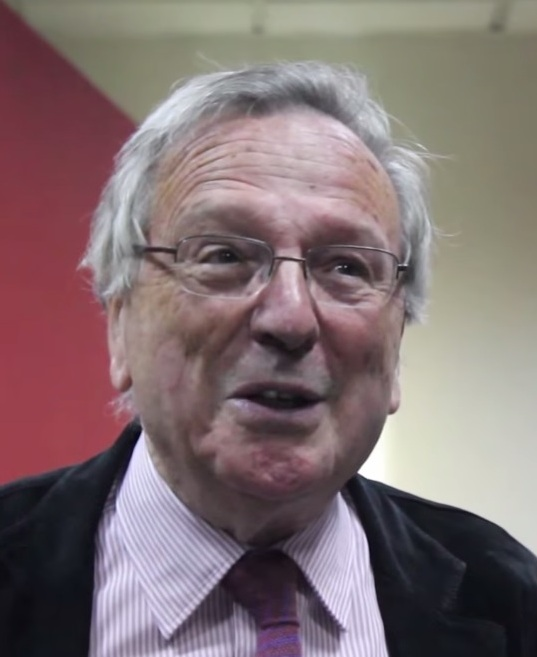
Rafael Moneo (2011).

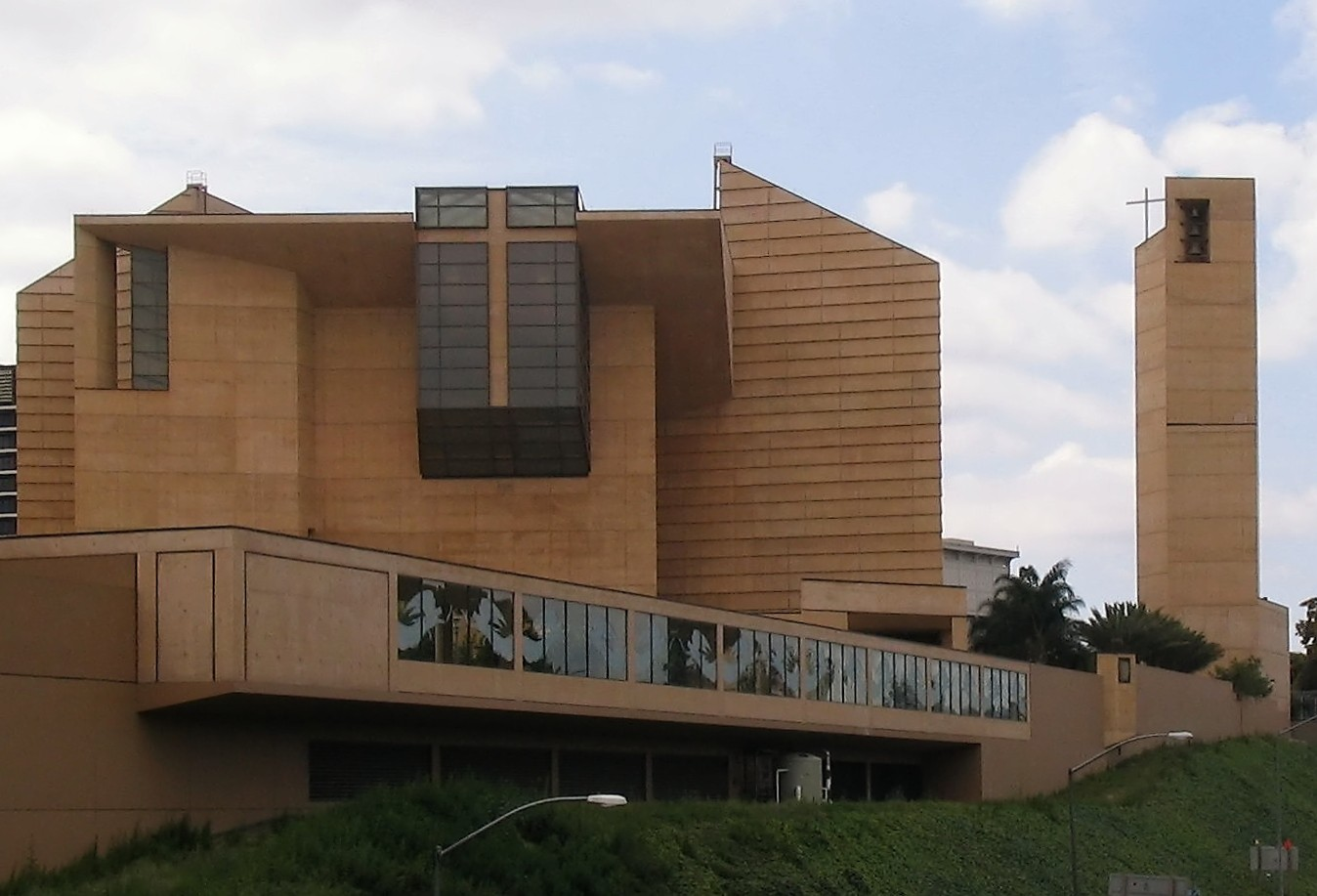
Cathedral of Our Lady of the Angels, Los Angeles.

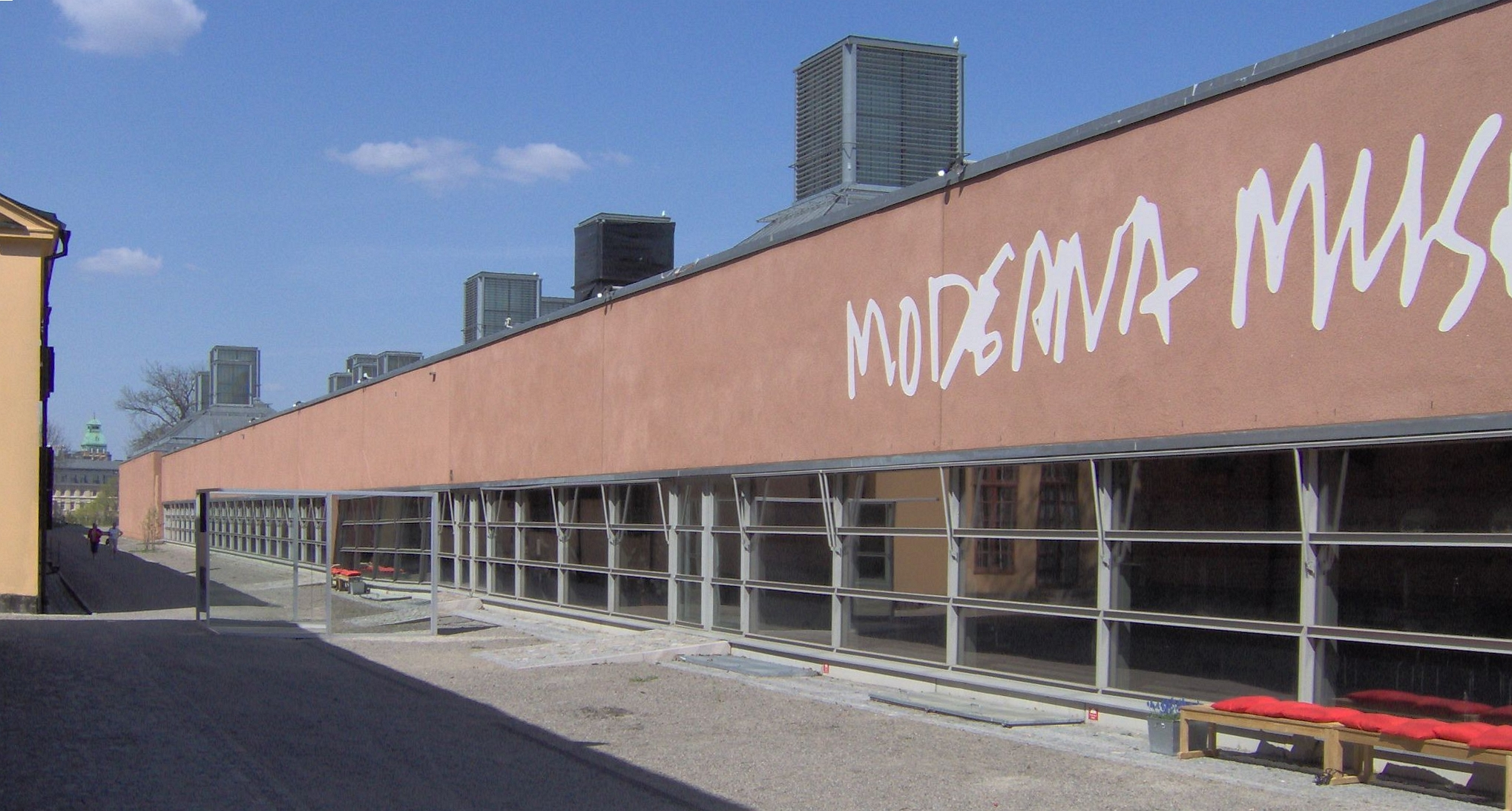
Moderna Museet, Stockholm.

José Rafael Moneo Vallés, född 9 maj 1937 i Tudela i Navarra, är en spansk arkitekt.
Rafael Moneo vann Pritzkerpriset 1996 och tilldelades Kasper Salin-priset 1998 för ArkDes, tidigare Arkitekturmuseets byggnad. År 2003 fick han RIBA:s guldmedalj. Han har undervisat vidarkitekturskolor världen över. I Sverige är Rafael Moneo främst känd för att ha ritat Moderna Museet i Stockholm.
Rafael Moneo tog sin examen 1961 vid arkitekturhögskolan i Madrid. Han blev tidigt inspirerad av den skandinaviska arkitekturen och gjorde sin praktik hos den danske arkitekten Jørn Utzon. Han studerade vid Spanska akademin i Rom innan han öppnade eget kontor 1965.
I Spanien finns Rafael Moneo representerad genom ett stort antal byggnader. Diestrefabriken i Zaragoza uppfördes 1965-67 och Bankinters huvudkontor i Madrid 1973-76. Under de senaste decennierna har han arbetat med många museiprojekt och andra offentliga byggnader, bland annat renoveringen av Palacio Villahermosa (Thyssen-Bornemisza-museet) i Madrid 1989-92, Nationalmuseet för romersk konst i Mérida 1980-86 och Miróstiftelsen i Palma de Mallorca 1987-92. Rafael Moneo har också ritat utbyggnaderna av järnvägsstationen Atocha i Madrid och 1984-92 flygplatsen San Pablo i Sevilla 1987-92.
Utanför Spanien kan nämnas Davis Art Museum i Massachusetts, USA 1991-93, Cathedral of Our Lady of the Angels i Los Angeles 1997-2002, Houston Museum of Fine Arts (Audrey Jones Beck Building, 2000) och Moderna museet i Stockholm 1994–98.
Rafael Moneo utsågs till hedersdoktor vid Kungliga Tekniska högskolan i Stockholm 1997.